# 1973年世界女子ハンドボール選手権
1973年世界女子ハンドボール選手権はユーゴスラビアで1973年に開催された第5回世界女子ハンドボール選手権である。

## 最終順位
|    | ユーゴスラビア   |
|    | ルーマニア       |
|    | ソビエト連邦     |
| 4  | ハンガリー       |
| 5  | ポーランド       |
| 6  | チェコスロバキア |
| 7  | デンマーク       |
| 8  | ノルウェー       |
| 9  | 東ドイツ         |
| 10 | 日本             |
| 11 | 西ドイツ         |
| 12 | オランダ         |